# جلائر (نواوي)
جلائر هي بلدة في مقاطعة خطيرجي في ولاية نواوي في أوزبكستان.